# Stadio Feliciano Cáceres
Lo stadio Feliciano Cáceres (in spagnolo: Estadio Feliciano Cáceres) è un impianto sportivo della città di Luque, in Paraguay. Ospita le partite interne del Club Sportivo Luqueño ed ha una capienza di 26.974 spettatori.

## Storia
Nel 1999 lo stadio, eletto a sede dell'edizione della Coppa America di quell'anno, fu completamente ricostruito nelle forme attuali. Nel 2007 fu uno degli impianti che ospitò gli incontri del Campionato sudamericano di calcio Under-20.

## Incontri

### Coppa America 1999

#### Primo turno

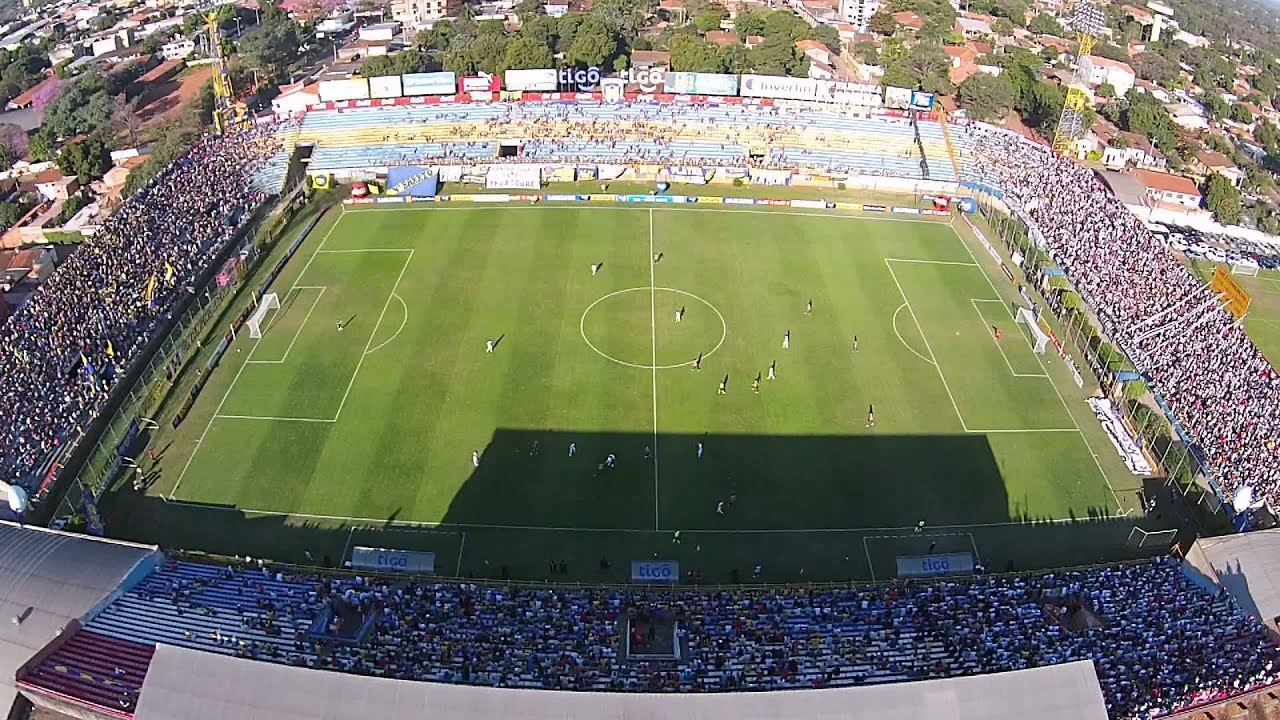
Estadio feliciano Caceres

##### Gruppo C
| Arbitro: | Hidalgo |

|                              |           |              |
| Simeone 12’ Palermo 55’, 61’ | Marcatori | 77’ Kaviedes |

| Arbitro: | Sánchez |

|                   |           |              |
| Zalayeta 72’, 74’ | Marcatori | 78’ Kaviedes |

| Arbitro: | Aquino |

|                                          |           |  |
| Córdoba 10’ (rig.) Congo 79’ Montaño 87’ | Marcatori |  |

| Arbitro: | Hidalgo |

|                         |           |              |
| Morantes 37’ Ricard 39’ | Marcatori | 50’ Graziani |

| Arbitro: | Okada |

|                              |           |  |
| Kily González 1’ Palermo 56’ | Marcatori |  |

#### Quarti di finale
| Arbitro: | Archundia |

|                             |           |                       |
| Reyes 25’, 50’ Zamorano 65’ | Marcatori | 7’ Bolaño 35’ Bonilla |